# محطة قطار كفار حباد
محطة قطار كْفَار حَبَاد (بالعبرية: תַּחֲנַת הַרַכֶּבֶת כְּפַר חַבַּ"ד) هي محطة قطار للركاب تقع في شبكة خطوط السكك الحديدية الإسرائيلية. تأسست المحطة في عام 1952 وتقع في المنطقة الصناعية في ضواحي كفر حباد في وسط إسرائيل بالقرب من عدة قرى زراعية يهودية مثل تْسَافْرِيَاه وأَحِيعِيزِر وغيرهما.

## تاريخ
قبل إنشاء أول رصيف في الموقع، كانت المحطة في أيام الانتداب البريطاني مجرد "نقطة توقف" متفق عليها لتحميل وإنزال الركاب من دون رصيف أو مبنى على خط سكة حديد يافا – القدس، وكان يُطلق عليها "السافرية" على اسم القرية الفلسطينية التي هجرت في المكان عام 1948.
على مر السنين في فترة الانتداب البريطاني، بُني في النقطة المتفق عليها رصيف خشبي بطول حوالي 50 مترًا مع سقيفة صغيرة من الصفيح. بعد الانتهاء من أعمال مضاعفة السكة الحديدية بين اللد وتل أبيب في عام 1999، تقرر هدم المحطة وبناء محطة جديدة.

## تصميم
يتميز مبنى المحطة الحالي بتصميم حديث يتضمن رصيفين طويلين مع مقاعد للجلوس، مع وجود ممر تحت الأرض يربط الأرصفة بالمدخل الرئيسي. كما تتوفر في المحطة وسائل مختلفة لتسهيل وصول الركاب إلى المحطة، وهناك أيضًا مواقف مجانية للسيارات والدارجات.

## خطوط
يتوقف في المحطة قطار واحد كل ساعة في كل اتجاه على خط بنيامينا – أشكلون (عسقلان).